# Душан Милачић
Душан З. Милачић (Мердаре код Куршумлије, 7. новембар 1892 – Београд, 21. октобар 1979) био је српски књижевни историчар, преводилац, управник позоришта, управник библиотеке и књижевник.

## Биографија
Био је пореклом из сиромашне сеоске породице. Отац му се звао Зарије, а мајка Тодора. Основну школу је завршио у Косаничкој Рачи, а гимназију у Нишу. Матурирао је у Скопљу (1915).
Током Првог светског рата био је један од 1300 каплара. Рањен се повлачио преко Албаније. 
Студирао је француски језик и јужноевропске књижевности на Универзитету Екс-Марсеј у Прованси и на Алжирском  универзитету (1918-1920).
По завршетку студија, најпре је био суплент Мушке гимназије у Нишу (1920), а затим и управник нишке Народне библиотеке.
Душан З. Милачић наставља са учењем и усавршавањем, полаже професорски испит 1922. године, пише докторат под називом: Ученик Пола Буржеа и почеци реакције против Теновог позитивизма, који је одбранио на Загребачком свеучилишту 1923.  Изводи ове тезе су објављени у часопису Мисао 1924. године. Исте године одлази на усавршавање у Париз као питомац Француске владе.
Тамо је постављен за шефа Просветног одељења при нашем посланству (1925), где је положио државни докторат на Сорбони са тезом: Позориште Онореа де Балзака према новим и неиздатим документима, и допунском тезом: Необјављено позориште Онореа де Балзака (1930). За овај докторски рад, штампан у двема замашним књигама, добио је награду Француске академије. 
Краће време је био професор француског језика на Војној академији, али се, по властитој жељи, вратио у Ниш, где је постао управник Народног позоришта Моравске бановине. На тој функцији је био од 1. децембра 1931. до 1. септембра 1934. године, након чега прелази у Београд где постаје професор Треће мушке гимназије (1934), затим књижевни референт у београдском Народном позоришту (1935-1939) и истовремено секретар четврте Глумачке школе у окриљу позоришта (1937), а потом и директор Драме (1939-1941). По тадашњем правилнику управник Народног позоришта је истовремено био и директор глумачке школе, а секретар школе, у ствари – њен уметнички руководилац. Касније је то место било везано за функцију директора Драме што је Милачић, такође, био.
Окупаторска власт га је убрзо пензионисала (1942), па се повукао у Белу Воду крај Прокупља. Одмах после ослобођења постављен је за управника Народне библиотеке, коју је, после невоље у којој се нашла 6. априла 1941, требало обновити из темеља. На овој дужности је био од децембра 1944. па све до пензионисања, октобра 1960. године.

## Књижевни рад и преводилачка активност
Будући да је био одушевљени поклоник француске културе, упуштао се у најсложеније књижевне анализе. О томе сведочи низ темељно урађених књижевних биографија (Балзак, Иго, Зола, Стендал, Молијер) уз две романсиране биографије глумица Саре Бернар и Марије Малибран.
Био је узоран преводилац класичних француских дела. Написао је низ студија и есеја из француске књижевности, које досежу трајну уметничку вредност.
Оставрио је значајну делатност у области позоришта, за чије потребе је превео десетак драма са француског језика.

##### Књижевни рад
- Песма Моја поезија, објављеном 1911. у Венцу Јеремије Живановића,
- Збирка стихова: Моменти душе (1913). [1]

##### Сарадња у периодици
Био је члан редакције часописа Библиотекар.
- Часописи и новине: Венац, Радничке новине, Српске новине (Крф), Ново доба (Крушевац), Нишки гласник, Мисао, Српски књижевни гласник, Живот и рад, Летопис Матице српске, Градиниа, Бразда, Библиотекар, Гласник Професорског друштва, Гласник Југословенског професорског друштва, Страни преглед, Књижевне новине, Политика, Правда, Демократија, НИН итд. У Нишу је покренуо часопис Омладински гласник (1925).[1]

##### Дела из књижевне историје
- Серија монографија о француским писцима (Балзак, Иго, Зола, Стендал, Молијер),
- Књиге о двема француским глумицама, Сари Бернар и Марији Малибран.
- Књиге есеја из француске књижевности и једна књига о реализму и натурализму.[1]

##### Преводи
Осим прозе, са француског је преводио и позоришне комаде:
- Избор из Молијерових комедија,
- Чаробна игра Плава птица Мориса Метерлинка,
- Последњи спрат Алфреда Жерија (1939),
- Страшни родитељи Жана Коктоа (1940),
- као и три нефранцуска дела са француских верзија: Писмо (Вилијам Сaмерсет Мом, 1935), Срећа (Карен Брамсон, 1936) и Где је истина? (Луиђи Пирандело, 1939).[1]

##### Разна чланства
- Друштво библиотекара
- Удружење преводилаца
- Удружење књижевника СР Србије  и у њему три пута члан управе[2]

## Награде и признања
Одликован је Орденом Светог Саве и Орденом рада. Такође је добио и признања у иностранству: Златну медаљу Француске академије, Академске палме и Национални орден Легије части.
Добитник је Октобарске награде Града Београда (1960) и Награде Милош Ђурић за превод Стендалових Записа једног путника (1976).